# COME ON!/도레미파소라이로
〈COME ON!/도레미파소라이로〉(일본어: COME ON!/ドレミファソライロ)는 Dream5의 9번째 싱글이다. 2013년 2월 6일에 에이벡스 트랙스에서 발매됐다.

## 개요
- 양면 A사이드 싱글은 〈READY GO!!/Wake Me Up!〉로부터 약 5개월만의 발매이며, 3번째이다.
- 〈COME ON!〉은 자신이 출연한 아킬레스 ‘순족’의 광고 음악.
- 〈도레미파소라이로[주 1]〉는 TV 도쿄계 애니메이션 《다마고치!: 유메 키라 드림》의 여는 곡.
- 〈Believe〉는 Folder5의 동명의 곡 커버.

## 수록곡

### 통상반
CD
1. COME ON!
  - 작사: leonn, 쿠와타니 미사 / 작곡: 쿠와타니 미사 / 편곡: ats-
2. 도레미파소라이로(ドレミファソライロ)
  - 작사: leonn / 작곡 · 편곡: 히비노 히로후미
3. Believe
  - 작사: 야호 치로루 / 작곡: GROOVE SURFERS / 편곡: 와타나베 토루, 시미즈 타케히토
4. COME ON! (Instrumental)
5. 도레미파소라이로 (Instrumental)
6. Believe (Instrumental)

DVD
1. COME ON! (뮤직비디오)
2. 도레미파소라이로 (뮤직비디오)
3. 댄스 트랙 PartIII(ダンストラックPartIII)
4. COME ON! (안무 영상)
5. 도레미파소라이로 (안무 영상)
6. Believe (안무 영상)

### mu-mo 샵 한정반
CD
1. COME ON!
2. 도레미파소라이로
3. 드리5학원 생활 라디오 드라마(ドリ5学園生活ラジオドラマ)[주 2]

## 타이업
| 곡명             | 사용되는 곳                            |
| ---------------- | -------------------------------------- |
| COME ON!         | 아킬레스 ‘순족’ 광고 음악              |
| 도레미파소라이로 | 다마고치! 꿈 키라 드림 첫 번째 여는 곡 |